# Francis Lederer
Francis Lederer, né František Lederer (6 novembre 1899 - 25 mai 2000), est un acteur américano-tchèque.

## Filmographie partielle
Europe
- 1928 : Zuflucht de Carl Froelich
- 1928 : Die seltsame Nacht der Helga Wangen de Holger-Madsen
- 1929 : Loulou (Die Büchse der Pandora) de Georg Wilhelm Pabst
- 1929 : Atlantik de Ewald André Dupont
- 1929 : The Wonderful Lies of Nina Petrovna (en)
- 1929 : Maman Colibri de Julien Duvivier
- 1930 : Der Weg zur Schande de Richard Eichberg
- 1934 : Man of Two Worlds de J. Walter Ruben
- 1952 : Abenteuer in Wien de Emil-Edwin Reinert
- 1953 : Stolen Identity de Gunther von Fritsch

États-Unis

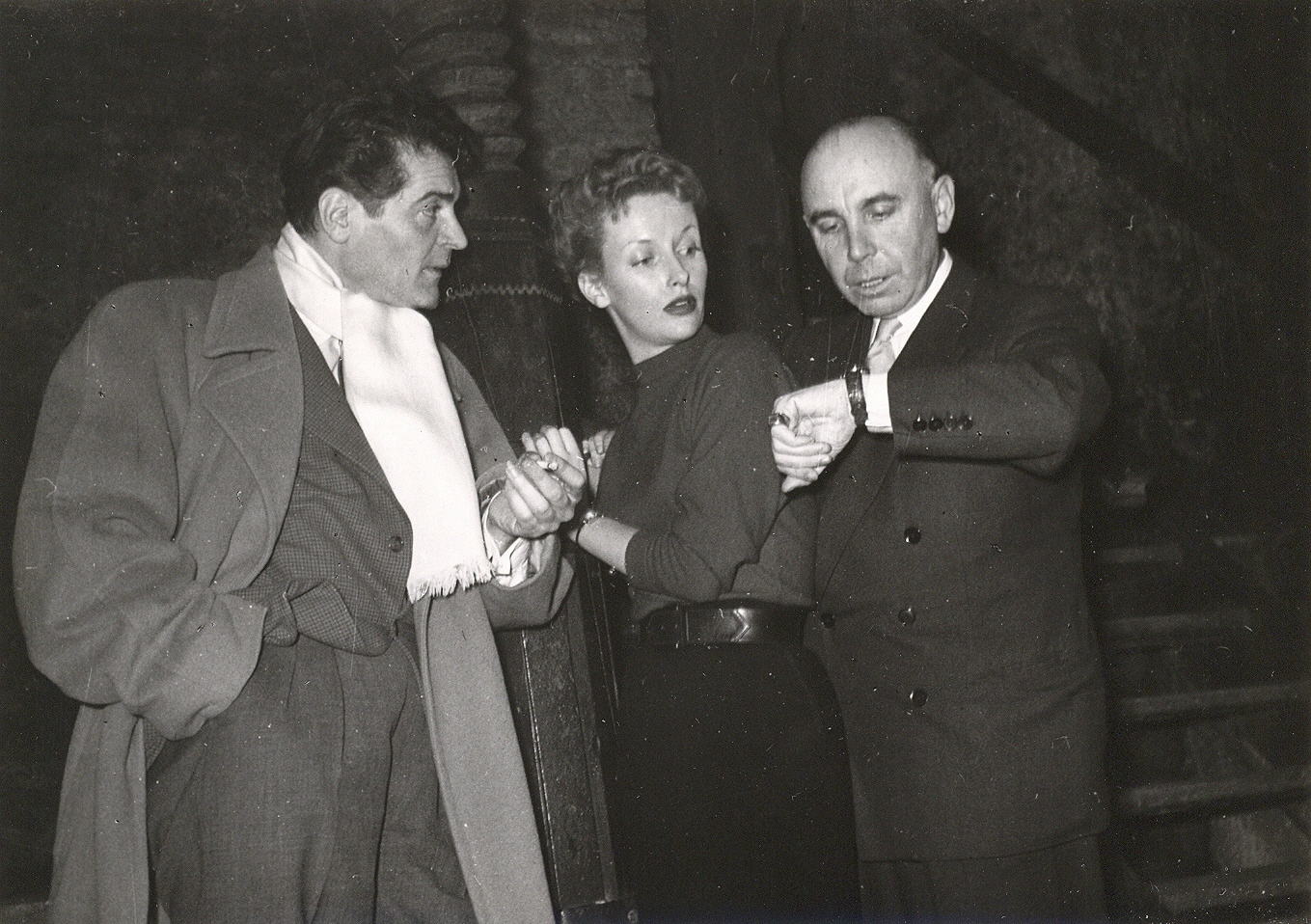
Francis Lederer, Joan Camden et Emil-Edwin Reinert pendant la production de Stolen Identity, Vienne, 1952

| - 1934 : The Pursuit of Happiness d'Alexander Hall - 1935 : Romance in Manhattan de Stephen Roberts - 1935 : Le Gai Mensonge (The Gay Deception) de William Wyler - 1936 : One Rainy Afternoon de Rowland V. Lee - 1936 : Ma femme américaine (en) (My American Wife) de Harold Young - 1938 : The Lone Wolf in Paris (en) d'Albert S. Rogell - 1939 : La Baronne de minuit (Midnight) de Mitchell Leisen - 1939 : Les Aveux d'un espion nazi (Confessions of a Nazi Spy) d'Anatole Litvak - 1940 : The Man I Married (I Married a Nazi) de Irving Pichel - 1941 : Puddin' Head (en) de Joseph Santley - 1944 : Une voix dans la tempête (Voice in the Wind) d'Arthur Ripley | - 1944 : The Bridge of San Luis Rey de Rowland V. Lee - 1946 : Le Journal d'une femme de chambre (The Diary of a Chambermaid) de Jean Renoir - 1948 : Million Dollar Weekend (en) de Gene Raymond - 1950 : Suzy... dis-moi oui ! (A Woman of Distinction) d'Edward Buzzell - 1950 : Cœurs enflammés (Surrender) d'Allan Dwan - 1950 : Le Dénonciateur (Captain Carey, U.S.A.) de Mitchell Leisen - 1956 : L'Homme de Lisbonne (Lisbon) de Ray Milland - 1956 : La Fille de l'ambassadeur (The Ambassador's Daughter) de Norman Krasna - 1958 : Le Retour de Dracula (The Return of Dracula) de Paul Landres - 1958 : Tueurs de feux à Maracaibo (Maracaibo) de Cornel Wilde - 1959 : Terror Is a Man (en) de Gerardo de León |

- 1960 à la télévision : Les Incorruptibles -L'histoire d'Otto Frick saison 2 épisode 10